# سیارک ۳۵۶۶
سیارک ۳۵۶۶ (به انگلیسی: 3566 Levitan، نامگذاری:1979YA9) سه هزار و پانصد و شصت و ششمین سیارک کشف شده‌است که در ۲۴ دسامبر ۱۹۷۹ کشف شد.
قدر مطلق سیارک برابر ۱۲٫۸۰ است.